# Humming Records
Humming Records ist ein deutsches Plattenlabel mit Sitz in Hamburg und Berlin in den Genres Pop, Indie-Rock und Elektro.

## Geschichte

### Anfänge
Humming Records wurde im Sommer 2009 von Colin Hauer und Jörg Peters gegründet, ursprünglich um die befreundete australische Band Cloud Control nach Europa zu bringen. Die erste Veröffentlichung sorgte direkt für ein starkes Medienecho; die Süddeutsche Zeitung etwa stellte dem Sänger eine Karriere als neuer „Posterboy des Indiefolks“ in Aussicht.
Auf dieser Grundlage baute das Label seine Aktivitäten aus, holte 2010 Vivien Mierzkalla als Verantwortliche für PR ins Team und nahm weitere Künstler unter Vertrag, unter anderem K.Flay, Josef Salvat, Phoria und Vimes.
Parallel dazu baute das Kollektiv seine Management-Aktivitäten aus und entdeckte unter anderem die Hamburger Band In Golden Tears. Für die erste Single-Produktion konnte Marius Lauber als Produzent gewonnen werden. Sänger Patrick Denis Kowalewski wurde später selbst unter dem Namen BLVTH erfolgreicher Musikproduzent.

### Heute
2019 wurde Humming Records Teil von Neubau Music, angedockt an die Neubau Music Recordings GmbH und fungiert seitdem als das zentrale Musiklabel der Gruppe. Die erste Veröffentlichung in der neuen Konstellation war das Debütalbum des italienischen Sängers Fil Bo Riva. Seitdem wurde der Künstlerstamm stetig erweitert und das Label vertritt heute nationale und internationale Künstler wie etwa Ätna, Yukno, Moglii, The Rubens, Mar Malade, Luz, Brockhoff und Haerts.
Auf dem Reeperbahn Festival 2022 veranstaltete Humming Records erstmalig einen eigenen Labelabend, unter anderem mit Pool, Luke Noa und Lie Ning.

## Aktuell vertretene Musiker

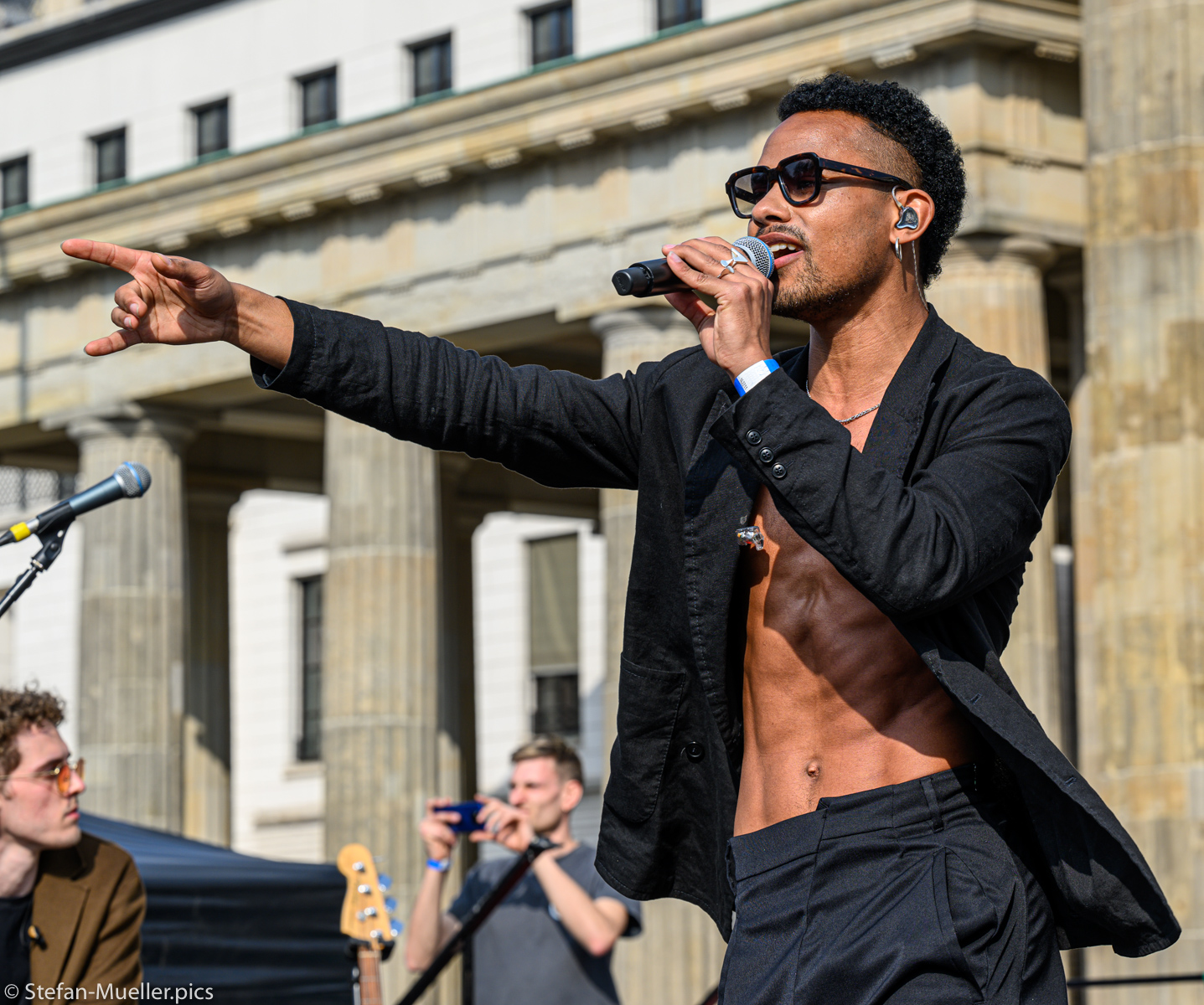
Lie Ning, 2022

- All the Luck in the World
- Andreas Vey
- Ätna
- Brockhoff
- Donata
- Haerts
- Hedda Mae
- Ilayda
- Ines Rae
- Kllo
- Koko
- Lie Ning
- Luke Noa
- Luz
- Mar Malade
- Moglii
- Pool
- Sharktank
- The Rubens
- Tomas Ferdinand
- Your Smith
- Yukno
- Zimmer90